# Girolamo Bonini
Pour les articles homonymes, voir Bonini.
Girolamo Bonini (décédé en 1680) est un peintre baroque de l'école bolonaise du XVIIe siècle. 

## Biographie
Il est aussi connu sous le surnom de L'Aconitano de sa cité natale d'Ancone. 
Il a été l'élève de Francesco Albani. Il a fait partie, avec  Lorenzo Pasinelli, Luigi Scaramuccia et Giovanni Maria Bibiena de l'équipe travaillant sous Carlo Cignani à la décoration de la Salle Farnese du palais municipal de Bologne.

## Œuvres
Le musée du Louvre a de lui : 
- Christ adoré par les anges par St Sébastien et St Bonaventure